# 高嵩嶽
高 嵩嶽（こう すうがく、生没年不詳）は江戸時代の英派の絵師。

## 来歴
高嵩谷の門人。嵩谷の子。姓は高久または高、字または名を良恭。両国薬研堀に父とともに住み、安永から文化期に活躍している。